# Il pleut de l'or
"Il pleut de l'or" (en español: Llueve oro ) es una canción escrita por Michael von der Heide. Se presentó como la canción elegida internamente por la cadena Suiza para pisar el escenario del Festival de la canción de Eurovision 2010 que tuvo lugar en Oslo, Noruega entre el 25 y el 29 de mayo de 2010. La canción fue interpretada por su escritor, Michael Von der Heide.
El tema oficialmente se presentó el 9 de enero de 2010 mientras se entregaban en Suiza los famosos premios SwissAwards, plataforma que desde hace unos años ocupa la televisión suiza SRG SSR idée suisse para presentar oficialmente las canciones que representarán al país.
El 8 de enero de 2010 el propio cantante reveló que Freda Goodlett, Sybille Fässler y la excantante de Tears, Amanda Nikolic, serán las coristas que le acompañarán a Oslo. Además, se lanzaron dos versiones del tema: una en inglés, titulada "It's raining gold"; y una en alemán, titulada "Es regnet Gold", la cual fue lanzada el 12 de abril de 2010.